# Пахне чабор
«Па́хне чабо́р!» (с бел. — «Пахнет чабрец!») — белорусский национальный лозунг. Является аналогом иного известного лозунга «Жыве Беларусь!». Впервые упоминается в названии стихотворения Петруся Бровки в 1957 году. Фраза обрела популярность в 2021 году, после подавления протестов против режима Лукашенко. Причиной этому стали ожидания, что лозунг «Жыве Беларусь!» будет признан белорусскими властями экстремистским и запрещённым.

## Возникновение и использование
Изначально фразу «Пахне чабор» использовал Петрусь Бровка в одноимённом стихотворении, опубликованном в 1957 году. В активный обиход белорусов фраза вошла в 2021 году, в ожидании, что лозунг «Жыве Беларусь!» государство приравняет к экстремизму.
По одной из версий, впервые лозунг использовал неизвестный человек, вышедший на свободу из Центра изоляции правонарушителей на «Окрестина». На это ему, якобы, ответили «Пахне вечна!». Педагог и писательница Анна Северинец выделяет ещё несколько версий популяризации выражения. В публикации режиссёра Владимира Максимкова на Фейбсуке о возможности признания лозунга «Жыве Беларусь!» экстремистским обсуждалась его замена. Владимир предложил лозунг «Пахне чабор!» — «Чабору слава!». В комментариях к публикации писатель Змитер Дяденко предложил лозунг «Пахне чабор!» — «Пахне вечна!». В этот же день выражение появилось и в публикации журналистки Любови Луневой на Фейсбуке, в котором она также предлагала «безопасную» альтернативу для лозунга «Жыве Беларусь!». Стихотворение Петруся Бровки о любви «Пахне чабор» — одно из самых популярных в белорусской литературе, его учат школьники.
Фраза вышла за пределы интернета и начала использоваться в повседневной жизни. В своих воспоминаниях о заключении на «Володарке» искусствовед Виталий Козловский рассказывал, что встречал лозунг на стене одного из тюремных прогулочных двориков. Также «Пахне чабор» выцарапывался заключёнными на донышке алюминиевых мисок минской тюрьмы.

## Значение
В белорусском языке словом «чабор» называют несколько видов растений рода Thymus семейства яснотковых. В разговорном белорусском этим словом также называют растения рода Satureja hortensis. В русском языке этим словом называют тимьян ползучий и чабрец.

## Слово и фраза года
В 2021 году Радыё Свабода назвало «Чабор» словом года. В ходе открытого голосования оно с большим отрывом заняло первое место. По сообщению издания, многие пользователи голосовали за него в составе поэтической цитаты «Пахне чабор».
Телеканал Белсат в том же году назвал «Пахне чабор» фразой года.